# 4124-es mellékút (Magyarország)
A 4124-es számú mellékút egy közel 10 kilométeres hosszúságú, négy számjegyű mellékút Szabolcs-Szatmár-Bereg vármegye északkeleti részén: Barabás és Csaroda községeket köti össze, feltárva Gelénest is. Fő iránya, kisebb irányváltásoktól eltekintve végig nagyjából észak-déli.

## Nyomvonala
Barabás központjában ágazik ki a 4121-es útból, annak a 8+700-as kilométerszelvénye táján lévő körforgalmú csomőpontból, délkelet felé. Rákóczi út néven halad a belterület széléig, amit nagyjából 800 méter megtétele után ér el. 2,5 kilométer megtétele után áthalad a Dédai-főcsatorna felett, kevéssel ezután pedig átlép Gelénes határai közé; e községet mintegy 3,4 kilométer után éri el, s ott Kossuth út lesz a neve. A központban csatlakozik hozzá nyugat felől a 4122-es út, egy egészen rövid távon közös szakaszon húzódnak dél felé, majd a 4122-es a korábbi irányához visszatérve keletnek fordul, a 4124-es pedig dél felé folytatódik. Kevéssel az ötödik kilométere után hagyja maga mögött a falu legdélebbi házait, 6,1 kilométer után pedig átlépi Csaroda határát. E községbe valamivel a nyolcadik kilométere után érkezik meg, s a belterületen a Petőfi Sándor utca nevet veszi fel. Így is ér véget a település központjában, beletorkollva a 41-es főútba, annak a 64+100-as kilométerszelvényénél létesült körforgalmú csomópontjába. Egyenes folytatása az a belterületi utca (József Attila utca), amelyen a falu jelentős építészeti értéket képviselő református temploma is megközelíthető.
Teljes hossza, az országos közutak térképes nyilvántartását szolgáló kira.kozut.hu adatbázisa szerint 9,135 kilométer.

## Települések az út mentén
- Barabás
- Gelénes
- Csaroda